# Municipio de West Norway
El municipio de West Norway (en inglés: West Norway Township) es un municipio ubicado en el condado de Wells en el estado estadounidense de Dakota del Norte. En el año 2010 tenía una población de 35 habitantes y una densidad poblacional de 0,38 personas por km².

## Geografía
El municipio de West Norway se encuentra ubicado en las coordenadas 47°42′34″N 99°37′28″O / 47.70944, -99.62444. Según la Oficina del Censo de los Estados Unidos, el municipio tiene una superficie total de 93.24 km², de la cual 92,79 km² corresponden a tierra firme y (0,48 %) 0,45 km² es agua.

## Demografía
Según el censo de 2010, había 35 personas residiendo en el municipio de West Norway. La densidad de población era de 0,38 hab./km². De los 35 habitantes, el municipio de West Norway estaba compuesto por el 91,43 % blancos, el 8,57 % eran asiáticos. Del total de la población el 0 % eran hispanos o latinos de cualquier raza.